# Straßenhäusl (Waldmünchen)
Straßenhäusl ist ein Ortsteil der Stadt Waldmünchen im Landkreis Cham des Regierungsbezirks Oberpfalz im Freistaat Bayern.

## Geografie
Straßenhäusl liegt auf dem Westhang des 680 Meter hohen Dürrenberges, 400 Meter östlich der Böhmischen Schwarzach, die einen Kilometer südwestlich von Straßenhäusl den Perlsee durchfließt.
Die Ortschaft liegt an der Staatsstraße 2146, 1,2 Kilometer südwestlich der tschechischen Grenze und 2,5 Kilometer nördlich von Waldmünchen.

## Geschichte
1858 wurde Straßenhäusl im Adress-Handbuch für den Regierungsbezirk der Oberpfalz und von Regensburg im Königreiche Bayern, 1858, S. 195, als Einöde, zur Stadt Waldmünchen gehörig, aufgeführt.
In der Matrikel des Bistums Regensburg von 1863 wurde Straßenhäusl mit 5 Seelen und einem Haus als zur Pfarrei Waldmünchen gehörig verzeichnet.
Straßenhäusl gehört zur Gemeinde und zur Pfarrei Waldmünchen. 1997 hatte Straßenhäusl 25 Katholiken.

## Einwohnerentwicklung ab 1864
| Jahr | Einwohner | Gebäude |
| ---- | --------- | ------- |
| 1861 | 5         | k. A.   |
| 1871 | 5         | 3       |
| 1885 | 5         | 1       |
| 1900 | 8         | 1       |
| 1913 | 8         | 1       |
| 1925 | 15        | 3       |

| Jahr | Einwohner | Gebäude |
| ---- | --------- | ------- |
| 1950 | 24        | 4       |
| 1961 | 14        | 4       |
| 1970 | 20        | k. A.   |
| 1987 | 22        | 4       |
| 2011 | 12        | k. A.   |

## Tourismus
600 Meter westlich von Straßenhäusl, auf dem gegenüberliegenden Ufer der Böhmischen Schwarzach führen der Schwarzachtal-Radweg und der Iron Curtain Trail (EV13). 1,2 Kilometer südwestlich von Straßenhäusl auf dem Nordwestufer des Perlsees befinden sich ein Kletterwald und ein großer Campingplatz.